# Natalia Chiriayeva
Natalia Chiriayeva –en ruso, Наталья Чиряева– es una deportista rusa que compitió en halterofilia. Ganó una medalla de plata en el Campeonato Europeo de Halterofilia de 1993, en la categoría de +83 kg.

## Palmarés internacional
| Campeonato Europeo | Campeonato Europeo | Campeonato Europeo | Campeonato Europeo |
| Año                | Lugar              | Medalla            | Categoría          |
| ------------------ | ------------------ | ------------------ | ------------------ |
| 1993               | Valencia (España)  | Medalla de plata   | +83 kg             |